# Михайлович, Георгий Степанович
Георгий Степанович Михайлович (1890 — ?) — прокурор Карельской ССР, член особой тройки.

## Биография
Родился в белорусской крестьянской семье в Могилевской губ. В 1904 окончил церковно-приходскую школу и работал в сельском хозяйстве, с 1908 по 1915 работал по найму на разных предприятиях Киева. В 1915-1917 служил в Русской императорской армии рядовым стрелком на Западном фронте. Состоял в  РСДРП(б) с 1917 года, после Февральской революции избран в полковой комитет, затем в областной исполнительный комитет Западной области и фронта. Работал в штабе Западного фронта в Минске в должности председателя комиссии по организации Красной гвардии. С 1918 по 1919 работал помощником военрука в Смоленском губернском военном комиссариате, председателем комиссии по борьбе с дезертирством. Затем был назначен членом военного революционного трибунала в 16-й армии. С 1919 до 1921 комиссар 463-го и 465-го стрелковых полков, помощник комиссара бригады на Западном и Южном фронтах. Принимал участие в боях на Западном фронте в районах Минска и Лепеля, на Южном фронте в районе Каховки и при взятии Перекопа. С 1921 до 1922 заведующий инспекторским отделом Смоленского губернского продуктового комитета. 12 ноября 1922 назначен помощником прокурора Смоленской губернии по участкам, в городах Смоленск, Вязьма, Ельня и Демидов), с 1925 работал заместителем губернского прокурора. В сентябре 1926 назначен исполняющим обязанности прокурора Череповецкой губернии, с размещением в городе Череповец, после организации округов назначен на должность прокурора Череповецкого округа. В марте 1929 назначен старшим помощником прокурора Ленинградской области, а в октябре 1932 заместителем областного прокурора. В июле 1933 назначен на должность заместителя прокурора Карельской АССР. С 1935 по 1936 учился на высших юридических курсах. Приказом прокурора СССР № 141 от 7 февраля 1938 назначен прокурором Карельской АССР, а уже меньше чем через год, приказом прокурора РСФСР от 3 января 1939 № 3 исключён из штатов органов прокуратуры. Подпись Г. С. Михайловича стоит под смертными приговорами не менее 7222 жителей Карелии, репрессированных в 1937–1938 годах. Избирался депутатом Верховного Совета Карельской АССР в 1938. Приговорён военным трибуналом войск НКВД СССР Ленинградского военного округа 29 августа 1939 к 2 годам лишения свободы с отбытием наказания в общих местах лишения свободы. После подачи кассационной жалобы ВКВС СССР 17 сентября 1939 изменила меру наказания на условную с назначением испытательного срока в 1 год. Реабилитирован не был.

### Звания
- рядовой (1915).